# Estado de emergência no Paquistão em 2007

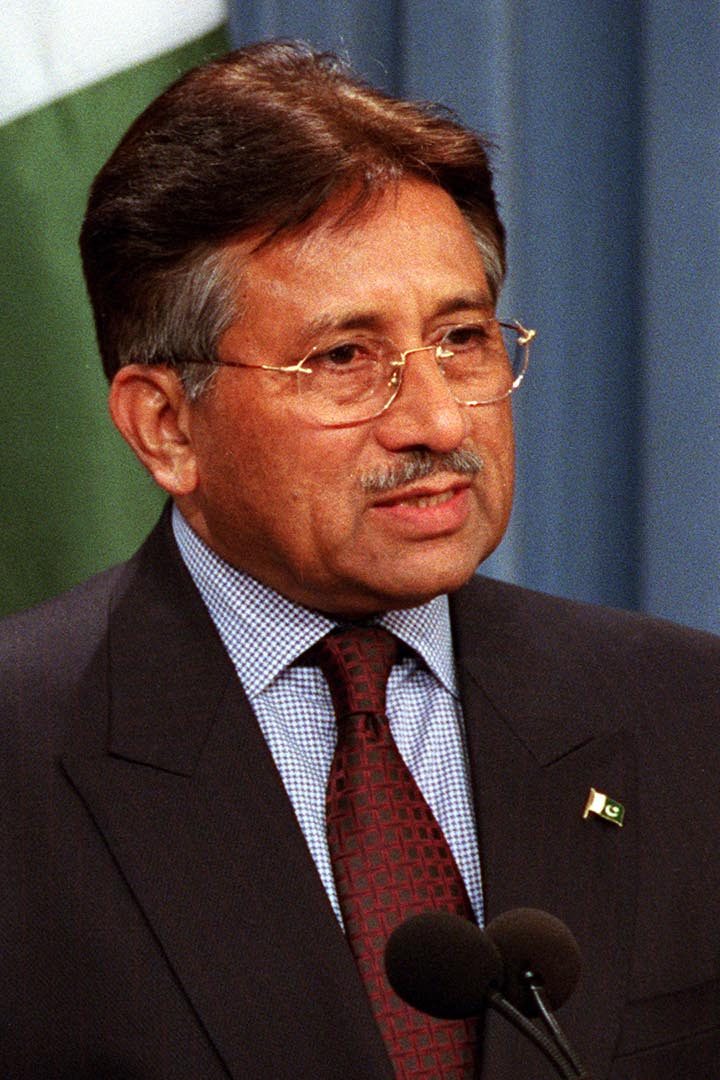
Pervez Musharraf, que liderou o Paquistão de 1999 a 2008.

O estado de emergência no Paquistão foi declarado pelo presidente paquistanês Pervez Musharraf em 3 de novembro de 2007 e durou até 15 de dezembro de 2007, período durante o qual a Constituição do Paquistão foi suspensa.  Quando o estado de emergência foi declarado, Musharraf controversamente mantinha tanto o cargo de Presidente como o de Chefe do Estado Maior do Exército. Mais tarde, porém, ele renunciou ao cargo de chefe das forças armadas, em 28 de novembro.
Musharraf justificou a decisão afirmando que "o sistema de governamental do país estava paralisado pela interferência judicial" e por causa do "choque entre as instituições governamentais e o sistema judicial", uma vez que o Supremo Tribunal estava a investigar a validade de sua reeleição como presidente do Paquistão.
O estado de emergência e suas reações são geralmente atribuídas às controvérsias em torno da reeleição de Musharraf durante a eleição presidencial em 6 de outubro de 2007, incluindo a sua detenção de ambas as funções (a de Presidente e de Chefe do Estado Maior do Exército) na época.
O presidente da Suprema Corte Iftikhar Muhammad Chaudhry reagiu prontamente à declaração de emergência, convocando uma bancada de sete membros que emitiu uma ordem provisória contra esta ação. Também instruiu as forças armadas do Paquistão a não obedecer a quaisquer ordens ilegais.  Posteriormente, a 111º brigada do exército do Paquistão entrou no edifício da Suprema Corte e removeu Chaudhry e vários outros magistrados do Supremo Tribunal e os prenderam.
Foi anunciado mais cedo que o estado de emergência provavelmente terminaria no final de novembro ou no início de dezembro de 2007.  Após ter sido empossado para um segundo mandato presidencial em 29 de novembro de 2007, Musharraf declarou imediatamente que o estado de emergência terminaria em em 16 de dezembro de 2007, embora a situação de emergência na verdade, terminou um dia antes, em 15 de dezembro de 2007, com um anúncio por Musharraf. 
A eleição geral paquistanesa previamente agendada para ocorrer no início de janeiro de 2008, foi adiada. No início do estado de emergência o ministro da Informação, Tariq Azim Khan, disse na televisão que a eleição geral poderia ser adiada por vários meses e talvez até um ano.  Mais tarde, a eleição foi remarcada para acontecer até 15 de fevereiro de 2008, conforme anunciado pelo próprio Musharraf.  Alguns dias depois, ele convocaria a data das eleições para antes ou até 9 de janeiro de 2008,  antes de uma data final de 8 de janeiro de 2008 ser decidida. No entanto, por causa de acontecimentos imprevistos que ocorreram após o estado de emergência findar, principalmente o assassinato de Benazir Bhutto e suas consequências, as eleições gerais seriam novamente adiadas pela Comissão Eleitoral e foram finalmente realizadas em 18 de fevereiro de 2008.